# Пам'ятки культурної спадщини Підволочиської громади
У статті наведений перелік об'єктів культурної спадщини Підволочиської громади Тернопільського району Тернопільської области України.

## Пам'ятки археології
| №  | Назва                            | Дата | Адреса | Охоронний номер | Документ про взяття на облік                                                                |
| -- | -------------------------------- | --- | --- | --------------- | ------------------------------------------------------------------------------------------- |
| 1  | Поселення Галущинці І            | черняхівська культура (ІІІ- IV ст. н. е.) | с. Галущинці, південно-східні околиці села, на мисоподібному пагорбі між берегами струмка та його притоки | 2699            | Розпорядження Представника Президента України у Тернопільській області від 25.06.1992 № 148 |
| 2  | Поселення Галущинці ІІ           | черняхівська культура (ІІІ- IV ст. н. е.) | с. Галущинці, північні околиці села | 2700            | Розпорядження Представника Президента України у Тернопільській області від 25.06.1992 № 148 |
| 3  | Поселення Дорофіївка І           | західноподільська група скіфського часу ( ІІ пол. VII – V (можливо IV) ст. до н. е.), давньоруський час (Х-ХІІІ ст.)                           | с. Дорофіївка, західна околиця села, правий берег р. Збруч | 2702            | Наказ управління культури обласної державної адміністрації від 18.10.2005 № 112             |
| 4  | Поселення Жеребки І              | культура Ноа (ХІІІ — Х ст.. до н. е.) | с. Жеребки, 2 км на південь від села, правий берег струмка | 1737            | Наказ управління культури обласної державної адміністрації від 27.01.2010 № 16              |
| 5  | Поселення Кам'янки І             | давньоруський час (Х-ХІІІ ст.) | с. Кам’янки, лівий берег р. Самець | 2703            | Наказ управління культури обласної державної адміністрації від 18.10.2005 № 112             |
| 6  | Могильник курганний Качанівка І  | підкарпатська культура шнурової кераміки (ХІХ – XVI ст. до. н. е.)                                                                             | с. Качанівка, урочище Монастириха | 2704            | Рішення виконкому Тернопільської обласної ради від 14.07.1989 № 162                         |
| 7  | Могильник курганний Качанівка ІІ | підкарпатська культура шнурової кераміки (ХІХ – XVI ст. до. н. е.)                                                                             | с. Качанівка, урочище Тарнова могила | 2705            | Рішення виконкому Тернопільської обласної ради від 14.07.1989 № 162                         |
| 8  | Поселення Мислова І              | пізня бронза – ранній залізний вік (І тис. до н.е.)                                                                                            | с. Мислова, урочище “Поле” або урочище Сосни, правий берег р. Збруч, між смт Підволочиськ та с. Мислова, на відстані 300 м на північ від с. Мислова | 2708            | Наказ управління культури обласної державної адміністрації від 18.10.2005 № 112             |
| 9  | Поселення Мислова IV             | західноподільська група скіфського часу ( ІІ пол. VII – V (можливо IV) ст. до н.е.)                                                            | с. Мислова, 1,5 км на південний схід від села, на високому правому березі Збруча, урочище “Ксьонзове”, грунт чорнозем, ореться | 2709            | Наказ управління культури обласної державної адміністрації від 18.10.2005 № 112             |
| 10 | Поселення Оріховець І            | ранній залізний вік (І тис. до н. е.); культура (ІІІ- IV ст. н. е.)                                                                            | с. Оріховець, північно-західна околиця села, на городах, урочище “Роземблятове”, правий берег р. Збруч | 2712            | Наказ управління культури обласної державної адміністрації від 18.10.2005 № 112             |
| 11 | Могильник Підволочиськ І         | черняхівська культура (ІІІ- IV ст. н. е.) | смт Підволочиськ, правий берег р. Збруч, на схід від мосту | 2719            | Рішення виконкому Тернопільської обласної ради від 22.03.1971 № 147                         |
| 12 | Поселення Рожиськ І              | ранньозалізний час (І тис. до н. е.), давньоруський час Х-ХІІІ ст.                                                                             | с. Рожиськ, урочище “Рудка”, за 700 м від східної околиці села на мисі високого (понад 20 м), з крутими схилами березі Збруча. З південного боку мис обмежений яром, по дну якого тече струмок, в східній частині мису викопана траншея до 3 м шириною. Оретьмся | 2720            | Наказ управління культури обласної державної адміністрації від 18.10.2005 № 112             |
| 13 | Поселення Староміщина І          | східноподільська група скіфського часу (VII – IV/ІІІ ст. до н. е.); черняхівська культура (ІІІ- IV ст. н. е.), давньоруський час (Х-ХІІІ ст. ) | с. Староміщина, урочище “Закуток”, правий берег р. Збруч | 2721            | Наказ управління культури обласної державної адміністрації від 18.10.2005 № 112             |
| 14 | Поселення Турівка І              | ранньозалізний час (І тис. до н. е.), черняхівська культура (ІІІ- IV ст. н. е.)                                                                | с. Турівка, 5 км на північний захід від околиць села, правий берег р. Турівка | 1832            | Наказ управління культури обласної державної адміністрації від 09.02.2012 № 14              |

## Пам'ятки архітектури
| №   | Назва                                        | Дата           | Адреса                                         | Охоронний номер | Документ про взяття на облік                                |
| --- | -------------------------------------------- | -------------- | ---------------------------------------------- | --------------- | ----------------------------------------------------------- |
| 1.  | Церква св. Миколая (мур.)                    | 1846 р.        | с. Богданівка                                  | 1658            | рішення Тернопільського облвиконкому від 31.03.1992 р. № 30 |
| 2.  | Церква св. Миколая                           | 1756 р.        | с. Галущинці                                   | 1663            | рішення Тернопільського облвиконкому від 31.03.1992 р. № 30 |
| 3.  | Костел св. Іоанна Хрестителя (мур.)          | 1898 р.        | с. Галущинці                                   | 1664            | рішення Тернопільського облвиконкому від 31.03.1992 р. № 30 |
| 4.  | Церква св. Петра і Павла (мур.)              | 1911 р.        | с. Дорофіївка                                  | 1665            | рішення Тернопільського облвиконкому від 31.03.1992 р. № 30 |
| 5.  | Церква Покрови (мур.)                        | 1912 р.        | с. Жеребки                                     | 1666            | рішення Тернопільського облвиконкому від 31.03.1992 р. № 30 |
| 6.  | Церква Іоанна Хрестителя (мур.)              | 1863 р.        | с. Іванівка                                    | 1667            | рішення Тернопільського облвиконкому від 31.03.1992 р. № 30 |
| 7.  | Церква св. Михаїла (мур.)                    | 1847 р.        | с. Кам'янки                                    | 1669            | рішення Тернопільського облвиконкому від 31.03.1992 р. № 30 |
| 8.  | Церква св. Михаїла (мур.)                    | 1863 р.        | с. Качанівка                                   | 1672            | рішення Тернопільського облвиконкому від 31.03.1992 р. № 30 |
| 9.  | Церква Покрови (мур.)                        | 1897 р.        | с. Клебанівка                                  | 1673            | рішення Тернопільського облвиконкому від 31.03.1992 р. № 30 |
| 10. | Церква св. Дмитрія (дер.)                    | 1901 р.        | с. Коршилівка                                  | 1679            | рішення Тернопільського облвиконкому від 31.03.1992 р. № 30 |
| 11. | Церква Введення в храм Пречистої             | 1910 р.        | с. Мислове                                     | 1678            | рішення Тернопільського облвиконкому від 31.03.1992 р. № 30 |
| 12. | Церква св. Петра і Павла (мур.)              | 1901 р.        | с. Мовчанівка                                  | 1681            | рішення Тернопільського облвиконкому від 31.03.1992 р. № 30 |
| 13. | Церква Покрови (дер.)                        | 1884 р.        | с. Оріховець                                   | 1685            | рішення Тернопільського облвиконкому від 31.03.1992 р. № 30 |
| 14. | Церква св. Михаїла (мур.)                    | 1901 р.        | с. Рожиськ                                     | 1684            | рішення Тернопільського облвиконкому від 31.03.1992 р. № 30 |
| 15. | Церква Покрови (мур.)                        | 1870 р.        | с. Росохуватець                                | 1689            | рішення Тернопільського облвиконкому від 31.03.1992 р. № 30 |
| 16. | Церква св. Миколая (мур.)                    | 1899 р.        | с. Староміщина                                 | 1686            | рішення Тернопільського облвиконкому від 31.03.1992 р. № 30 |
| 17. | Церква Богородиці (мур.)                     | 1907 р.        | с. Супранівка                                  | 1693            | рішення Тернопільського облвиконкому від 31.03.1992 р. № 30 |
| 18. | Костел св. Станіслава (мур.)                 | 1816 р.        | с. Тарноруда                                   | 1692            | рішення Тернопільського облвиконкому від 31.03.1992 р. № 30 |
| 19. | Церква св. Василія Великомученика (мур.)     | 1886 р.        | с. Турівка                                     | 1694            | рішення Тернопільського облвиконкому від 31.03.1992 р. № 30 |
| 20. | Церква Пресвятої Діви Марії (мур.)           | 1867 р.        | с. Фащівка                                     | 1695            | рішення Тернопільського облвиконкому від 31.03.1992 р. № 30 |
| 21. | Церква Непорочного Зачаття Діви Марії (мур.) | 1805 р.        | с. Хмелиська                                   | 1696            | рішення Тернопільського облвиконкому від 31.03.1992 р. № 30 |
| 22. | Костел св. Якуба (мур.)                      | 1895 р.        | с. Хмелиська                                   | 1709            | рішення Тернопільського облвиконкому від 31.03.1992 р. № 30 |
| 23. | Залізничний вокзал (мур.)                    | початок ХХ ст. | смт Підволочиськ вул. 22 Січня, 20             | 1710            | рішення Тернопільського облвиконкому від 31.03.1992 р. № 30 |
| 24. | Муніципалітет (мур.)                         | початок ХХ ст. | смт Підволочиськ вул. Богдана Хмельницького, 2 | 1683            | рішення Тернопільського облвиконкому від 31.03.1992 р. № 30 |
| 25. | Церква св. Трійці (мур.)                     | 1901 р.        | смт Підволочиськ вул. Д. Галицького            | 1706            | рішення Тернопільського облвиконкому від 31.03.1992 р. № 30 |
| 26. | Житловий будинок (мур.)                      | початок ХХ ст. | смт Підволочиськ вул. Д. Галицького, 35        | 1708            | рішення Тернопільського облвиконкому від 31.03.1992 р. № 30 |
| 27. | Житловий будинок (мур.)                      | початок ХХ ст. | смт Підволочиськ вул. Д. Галицького, 82 (85)   | 1707            | рішення Тернопільського облвиконкому від 31.03.1992 р. № 30 |
| 28. | Житловий будинок (мур.)                      | початок ХХ ст. | смт Підволочиськ вул. Д. Галицького, 37        | 1668            | рішення Тернопільського облвиконкому від 31.03.1992 р. № 30 |

## Пам'ятки історії
| №  | Назва                                                                                              | Дата                           | Адреса | Охоронний номер | Документ про взяття на облік                                                                      |
| -- | -------------------------------------------------------------------------------------------------- | ------------------------------ | --- | --------------- | ------------------------------------------------------------------------------------------------- |
| 1  | Пам'ятний знак воїнам-землякам, які загинули в роки Другої світової війни                          | 1987 р.                        | с. Богданівка | 1143            | Рішення виконкому Тернопільської обласної ради від 25.10.1988 р. № 243                            |
| 2  | Могила воїнів Української Повстанської Армії, перезахоронених з-під лісу на кладовище              |                                | с. Богданівка | 1730            | Наказ управління культури Тернопільської обласної державної адміністрації від 18.10.2005 р. № 112 |
| 3  | Могила священика Сильвестра Вояковського, батька дружини Грушевського М. С.                        |                                | с. Богданівка, кладовище | 1731            | Наказ управління культури Тернопільської обласної державної адміністрації від 18.10.2005 р. № 112 |
| 4  | Пам'ятний знак воїнам-землякам, які загинули в роки Другої світової війни                          | 1969 р.                        | с. Галущинці | 484             | Рішення виконкому Тернопільської обласної ради від 22.03.1971 р. № 147                            |
| 5  | Пам'ятний знак воїнам-землякам, які загинули в роки Другої світової війни                          | 1985 р.                        | с. Дорофіївка, вул. Шкільна, центр, біля сільської ради                                                                                | 1144            | Рішення виконкому Тернопільської обласної ради від 25.10.1988 р. № 243                            |
| 6  | Пам'ятний знак воїнам-землякам, які загинули в роки Другої світової війни                          | 1965 р.                        | с. Жеребки, вул. Шевченка | 486             | Рішення виконкому Тернопільської обласної ради від 22.03.1971 р. № 147                            |
| 7  | Пам'ятний знак воїнам-землякам, які загинули в роки Другої світової війни                          | 1965 р.                        | с. Іванівка, вул. Центральна, 45 | 487             | Рішення виконкому Тернопільської обласної ради від 22.03.1971 р. № 147                            |
| 8  | Братська могила євреїв – жертв німецьких фашистів (приблизно 3000 чол.)                            | 1943 р.                        | с. Кам’янки | 1733            | Наказ управління культури Тернопільської обласної державної адміністрації від 18.10.2005 р. № 112 |
| 9  | Пам'ятний знак на місці масових розстрілів євреїв – жертв німецьких фашистів (приблизно 3000 чол.) | 1996 р.                        | с. Кам’янки | 1762            | Розпорядження Голови Тернопільської обласної державної адміністрації від 26.05.1997 р. № 209      |
| 10 | Пам'ятний знак воїнам-землякам, які загинули в роки Другої світової війни                          | 1978 р.                        | с. Кам’янки, біля кладовища | 865             | Рішення виконкому Тернопільської обласної ради від 25.01.1982 р. № 34                             |
| 11 | Могила о. Семена Стецька, батька Ярослава Стецька                                                  | 1923 р.                        | с. Кам’янки, старе кладовище, біля дороги                                                                                              | 1734            | Наказ управління культури Тернопільської обласної державної адміністрації від 18.10.2005 р. № 112 |
| 12 | Пам'ятний знак воїнам-землякам, які загинули в роки Другої світової війни                          | 1974 р.                        | с. Качанівка, вул. Січових Стрільців, центр                                                                                            | 757             | Рішення виконкому Тернопільської обласної ради від 12.06.1978 р. № 286                            |
| 13 | Пам'ятний знак на місці загибелі воїна Української Повстанської Армії Родіона Ткачука              |                                | с. Качанівка, ур. Бандоли | 1735            | Наказ управління культури Тернопільської обласної державної адміністрації від 18.10.2005 р. № 112 |
| 14 | Пам'ятний знак воїнам-землякам, які загинули в роки Другої світової війни                          | 1982 р.                        | с. Клебанівка | 902             | Рішення виконкому Тернопільської обласної ради від 25.01.1982 р. № 34                             |
| 15 | Пам'ятне місце загибелі боївки Української Повстанської Армії (загинуло 8 чол.)                    | 14 жовтня 1997 р.              | с. Мислова, поле, ур. "Коло св. Міхала", 4 км на захід від села, N 49° 30.511' E 26° 4.841'                                            | 1740            | Наказ управління культури Тернопільської обласної державної адміністрації від 18.10.2005 р. № 112 |
| 16 | Пам'ятний знак воїнам-землякам, які загинули в роки Другої світової війни                          | 1968 р.                        | с. Оріховець, майдан Центральний | 761             | Рішення виконкому Тернопільської обласної ради від 22.03.1971 р. № 147                            |
| 17 | Пам'ятник жертвам Другої Світової війни                                                            | 1992 р.                        | с. Рожиськ, вул. Центральна | 1747            | Наказ управління культури Тернопільської обласної державної адміністрації від 18.10.2005 р. № 112 |
| 18 | Могила воїнів Української Повстанської Армії                                                       |                                | с. Росохуватець | 1748            | Наказ управління культури Тернопільської обласної державної адміністрації від 18.10.2005 р. № 112 |
| 19 | Братська могила воїнів Української Повстанської Армії (2 чол.)                                     | Перезахоронені у 1993 р.       | с. Староміщина, кладовище, 10-15 ряд від входу, близько 30 м, N 49° 32.588' E 26° 9.641'                                               | 1750            | Наказ управління культури Тернопільської обласної державної адміністрації від 18.10.2005 р. № 112 |
| 20 | Пам'ятний знак воїнам-землякам, які загинули в роки Другої світової війни                          | 1967 р.                        | с. Староміщина, м-н Волі, біля церкви                                                                                                  | 509             | Рішення виконкому Тернопільської обласної ради від 22.03.1971 р. № 147                            |
| 21 | Пам'ятний знак (хрест) на честь скасування панщини                                                 |                                | с. Супранівка, вул. Центральна | 1764            | Розпорядження Представника Президента України в Тернопільській області від 25.06.1992 р. № 148    |
| 22 | Пам'ятний знак воїнам-землякам, які загинули в роки Другої світової війни                          | 1967 р.                        | с. Турівка, вул. Д.Галицького, центр, біля сільської ради                                                                              | 512             | Рішення виконкому Тернопільської обласної ради від 22.03.1971 р. № 147                            |
| 23 | Пам'ятний знак воїнам-землякам, які загинули в роки Другої світової війни                          | 1969 р.                        | с. Хмелиська, вул. Б.Хмельницького | 513             | Рішення виконкому Тернопільської обласної ради від 22.03.1971 р. № 147                            |
| 24 | Пам'ятний знак (хрест) на честь скасування панщини                                                 | 1848 р.                        | с. Чернилівка, вул. Мирна, центр, біля церкви                                                                                          | 3211            | Наказ управління культури Тернопільської обласної державної адміністрації від 27.01.2010 р. № 16  |
| 25 | Братська могила євреїв, жертв німецьких фашистів, які загинули у 1943 р.                           | Надгробок - 2003 р.            | смт Підволочиськ, вул. А.Шептицького, старе кладовище, західний кут, біля дороги                                                       | 1755            | Наказ управління культури Тернопільської обласної державної адміністрації від 18.10.2005 р. № 112 |
| 26 | Братська могила воїнів Української Галицької Армії, що воювали під командуванням Ляера Алоїза      | 1919 р.                        | смт Підволочиськ, вул. Гончара, межа кладовища, від входу на право. N 49° 31.282' E 26° 07.543' (кладовище колишнього села Заднишівка) | 3206            | Наказ управління культури Тернопільської обласної державної адміністрації від 27.01.2010 р. № 16  |
| 27 | Будинок колишнього "Міщанського братства", у якому в 1913 р. Франко І. Я. читав поему „Мойсей”     |                                | смт Підволочиськ, вул. Д. Галицького, 2 (спортклуб, автошкола)                                                                         | 1757            | Наказ управління культури Тернопільської обласної державної адміністрації від 18.10.2005 р. № 112 |
| 28 | Будинок, у якому знаходились приміщення МДБ                                                        | 1999 р.                        | смт Підволочиськ, вул. І.Франка, 2, за приміщенням райдержадміністрації                                                                | 1758            | Наказ управління культури Тернопільської обласної державної адміністрації від 18.10.2005 р. № 112 |
| 29 | Пам'ятний знак (хрест) на честь скасування панщини                                                 | 1898 р., реставрований 1986 р. | смт Підволочиськ, вул. Тернопільська, 11, напроти автостанції                                                                          | 3204            | Наказ управління культури Тернопільської обласної державної адміністрації від 27.01.2010 р. № 16  |
| 30 | Братська могила євреїв, які загинули в 1914-1920 роках                                             | 1920 р.                        | смт Підволочиськ, вул. Українська, єврейське кладовище                                                                                 | 3205            | Наказ управління культури Тернопільської обласної державної адміністрації від 27.01.2010 р. № 16  |
| 31 | Братська могила воїнів Української Повстанської Армії (6 чол.)                                     |                                | смт Підволочиськ, вул. Шептицького, кладовище                                                                                          | 1756            | Наказ управління культури Тернопільської обласної державної адміністрації від 18.10.2005 р. № 112 |
| 32 | Могили воїнів Радянської армії і жертв фашизму                                                     | 1953 р.                        | смт Підволочиськ, вул. Шептицького, кладовище, південно-східний кут                                                                    | 754             | Рішення виконкому Тернопільської обласної ради від 22.03.1971 р. № 147                            |
| 33 | Могила Героя Радянського Союзу Осипова В.                                                          | 1953 р.                        | смт Підволочиськ, вул. Шептицького, кладовище, південно-східний кут                                                                    | 754/1           | Рішення виконкому Тернопільської обласної ради від 22.03.1971 р. № 147                            |
| 34 | Могила першого секретаря райкому КПУ Багрянцева І.                                                 | 1985 р.                        | смт Підволочиськ, вул. Шептицького, кладовище, південно-східний кут                                                                    | 754/2           | Рішення виконкому Тернопільської обласної ради від 26.08.1986 р. № 250                            |
| 35 | Братська могила жертв тоталітарного режиму (28 чол.)                                               |                                | смт Підволочиськ, західний кут стадіону, за парканом                                                                                   | 1754            | Наказ управління культури Тернопільської обласної державної адміністрації від 18.10.2005 р. № 112 |

## Пам'ятки монументального мистецтва
| № | Назва | Дата    | Адреса                                                              | Охоронний номер | Документ про взяття на облік                                                                      |
| - | --- | ------- | ------------------------------------------------------------------- | --------------- | ------------------------------------------------------------------------------------------------- |
| 1 | Пам’ятник громадсько-політичному діячу, керівнику Організації Українських Націоналістів Стецьку Ярославу | 1995 р. | с. Кам'янки, центр, біля церкви св. Михаїла, біля дороги            | 1324            | Розпорядження Голови Тернопільської обласної державної адміністрації від 26.05.1997 р. № 209      |
| 2 | Пам’ятник українській письмениці Лесі Українці                                                           | 1978 р. | с. Турівка, вул. Новий Світ, біля контори с/г товариства            | 940             | Рішення виконкому Тернопільської обласної ради від 27.11.1984 р. № 332                            |
| 3 | Пам’ятник поету, письменнику, художнику Шевченку Тарасу Григоровичу                                      | 2000 р. | с. Хмелиська                                                        | 1766            | Наказ управління культури Тернопільської обласної державної адміністрації від 18.10.2005 р. № 112 |
| 4 | Скульптура «Ангел-хоронитель»                                                                            | 2001 р. | смт Підволочиськ, вул. Д. Галицького, 80, біля райдержадміністрації | 3041            | Наказ управління культури Тернопільської обласної державної адміністрації від 27.01.2010 р. № 16  |
| 5 | Пам’ятник поету, громадському діячу Франку Івану Яковичу                                                 | 1960 р. | смт Підволочиськ, вул. Хмельницького                                | 792             | Рішення виконкому Тернопільської обласної ради від 22.03.1971 р. № 147                            |
| 6 | Пам’ятник поету, письменнику, художнику Шевченку Тарасу Григоровичу                                      | 1966 р. | смт Підволочиськ, вул. Шевченка, біля музичної школи                | 523             | Рішення виконкому Тернопільської обласної ради від 22.03.1971 р. № 147                            |